# Parijs-Roubaix 1958
De 56ste editie van de wielerwedstrijd Parijs-Roubaix werd gereden op zondag 13 april 1958. De Belg Leon Vandaele won na 269 kilometer met een gemiddelde snelheid van 33,30 km/h.
76 deelnemers haalden de aankomst na een rit van meer dan 8 uur. Jacques Anquetil was voorop maar had drie kilometer voor het einde een lekke band waardoor hij werd ingehaald. Bij het oprijden van de vélodrome de Roubaix reden Seamus Elliott en Roger Verplaetse 20 m voor de rest uit, maar ook zij werden op de wielerbaan ingehaald. Vandaele won de sprint van 23 renners voor Miguel Poblet en Rik Van Looy. 

## Uitslag
| Plaats  | Naam                | Ploeg             | Tijd     |
| ------- | ------------------- | ----------------- | -------- |
| Winnaar | Leon Vandaele       | Faema             | 8u04'41" |
| 2       | Miguel Poblet       | Ignis-Doniselli   | z.t.     |
| 3       | Rik Van Looy        | Faema             | z.t.     |
| 4       | Rik Van Steenbergen | Elvé-Peugeot      | z.t.     |
| 5       | Jean Forestier      | Essor-Leroux      | z.t.     |
| 6       | Alfred De Bruyne    | Carpano           | z.t.     |
| 7       | Marcel Janssens     | Elvé-Peugeot      | z.t.     |
| 8       | Roger Hassenforder  | Saint-Raphaël     | z.t.     |
| 9       | Raymond Impanis     | Elvé-Peugeot      | z.t.     |
| 10      | Jan Zagers          | Libertas-Dr. Mann | z.t.     |